# Contea di Wirt
La contea di Wirt ( in inglese Wirt County ) è una contea dello Stato della Virginia Occidentale, negli Stati Uniti. La popolazione al censimento del 2000 era di 5873 abitanti. Il capoluogo di contea è Elizabeth.